# Cidonia (Marte)

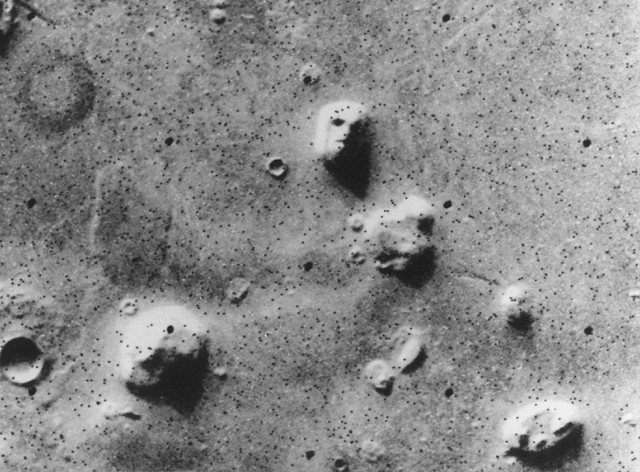
Pequeña parte de la región de Cidonia, tomada por la orbital Viking 1 y publicada por la NASA/JPL el 25 de julio de 1976.

Cidonia es una región del planeta Marte el cual ha atraído interés tanto científico como popular. El nombre se refería originalmente su característica de albedo (área distintivamente coloreada) que era visible desde los telescopios terrestres. El área limita con las llanuras de Acidalia Planitia y las tierras altas de Arabia Terra. El área incluye a las regiones Cydonia Mensae, un área de parte superior plana y características de mesa, Cydonia Colles, una región de pequeñas colinas o protuberancias, y Cydonia Labyrinthus, un complejo de intersecciones de valles. Al igual que otras características de albedo en Marte, el nombre Cidonia fue traído de la antigüedad clásica, en este caso por Cidonia, una histórica polis en la isla de Creta. Cidonia contiene el fenómeno de la "Cara de Marte", localizada aproximadamente a mitad de camino entre los cráteres Arandas y Bamberg.

## Ubicación
Cidonia se encuentra en el hemisferio norte del planeta en una zona transicional entre las regiones fuertemente impactadas por astroblemas hacia el sur y las llanuras del norte. Varios planetólogos creen que las llanuras al norte pudieron haber sido alguna vez fondos marinos y que Cidonia probablemente fue alguna vez una zona costera.

## Cara de Marte

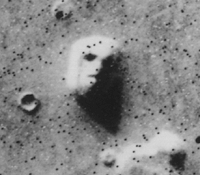
Versión recortada de la imagen original procesada por lotes (#035A72) de la "Cara de Marte". Los puntos negros que le dan a la imagen una apariencia moteada son errores de datos.

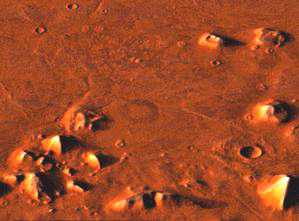
Vista de la región, con la Cara de Marte en la parte superior derecha de la imagen y las llamadas Pirámides de Marte en la parte inferior.

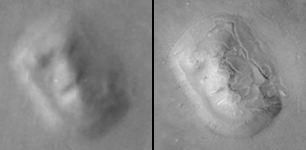
Imagen de 1976 tomada por el orbital Viking (izquierda, imagen #070A13) comparada con la de 2001 tomada en la Mars Global Surveyor (derecha). La "Cara" mide 1.5 kilómetros transversalmente.

Cidonia fue por primera vez fotografiada en detalle por los orbitales Viking 1 y Viking 2. Dieciocho imágenes de la región fueron tomadas por los orbitales, de las cuales siete tienen resoluciones mayores a 250 metros por píxel. Las otras once imágenes tienen resoluciones menores a 550 m/píxel y son de uso limitado para el estudio de las características de la superficie. De las siete mejores imágenes, la iluminación y el tiempo en el que fueron tomadas eran muy cercanos como para reducir el número a cinco imágenes diferentes. Las imágenes del set pertenecientes al CD-ROM Mission to Mars: Viking Orbiter Images of Mars son las: 035A72 (VO-1010), 070A13 (VO-1011), 561A25 (VO-1021), 673B54 & 673B56 (VO-1063), y 753A33 & 753A34 (VO-1028).
En una de las imágenes tomadas por el Viking 1 el 25 de julio de 1976 en la zona de Cydonia Mensae, una mesa de 2 km de largo, situada a 40,75° latitud norte y 9,46° longitud oeste, tenía la apariencia de una cara humanoide. Cuando la imagen fue originalmente adquirida, el científico en jefe del Viking Gerry Soffen rechazó la Cara de Marte en la imagen 035A72 describiéndola como un "truco de la iluminación y las sombras". Sin embargo, otra imagen, 070A13, también muestra la "cara", y fue adquirida 35 orbitales del Viking después desde un diferente ángulo solar que la imagen 035A72. Este más reciente descubrimiento fue gracias a Vincent DiPietro y Gregory Molenaar, dos ingenieros en computación del Centro de vuelo espacial Goddard de la NASA. DiPietro y Molenaar descibrieron dos archivos perdidos, las imágenes 035A72 y 070A13 del Viking, mientras buscaban en los datos de la NASA.

### Imágenes posteriores
Luego de 20 años de que las imágenes fueran tomadas por el Viking 1, una astronave sucesora visitó Marte e hizo nuevas observaciones de la región de Cidonia. Esta aeronave se incluyó en las Mars Global Surveyor (1997–2006) y Mars Reconnaissance Orbiter (2006-) de la NASA, y la sonda Mars Express (2003-) de la Agencia Espacial Europea. A diferencia de la relativamente baja resolución de las imágenes que tomó el Viking, estas nuevas plataformas permiten resoluciones muy mejoradas. Por ejemplo, las imágenes del Mars Express tienen una resolución de 14 metros por píxel (40 pies/píxel) e incluso mejores. Al combinar los datos de la High Resolution Stereo Camera (HRSC) en la sonda Mars Express y los de la Mars Orbiter Camera (MOC) a bordo de la Mars Global Surveyor, fue posible crear una representación tridimensional de la "Cara de Marte".
Desde que fue fotografiada por primera vez, la "Cara" había sido casi universalmente aceptada como una ilusión óptica, un ejemplo del fenómeno psicológico conocido como pareidolia. Luego del análisis de los datos de mayor resolución en la Mars Global Surveyor, la NASA fijó que "un análisis detallado de múltiples imágenes de este fenómeno reveló una colina con apariencia marciana cuya similitud con una "cara humanoide" depende de el ángulo del que se vea y el ángulo de iluminación." Ilusiones ópticas similares pueden ser encontradas en la geología de la Tierra; algunos ejemplos incluyen la Pedra da Gávea, el Old Man of Hoy, el Old Man of the Mountain, el Sphinx, Stac Levenish y el Badlands Guardian.

### Especulación

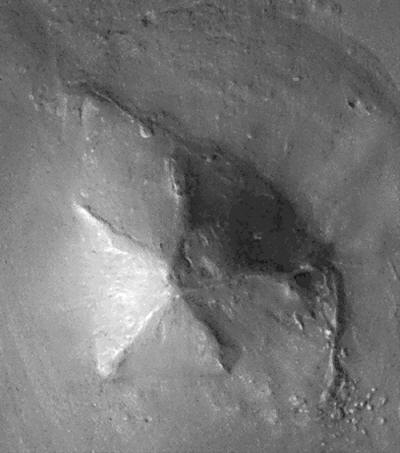
Una de las muchas formaciones en Cidonia, esta es normalmente llamada la "Pirámide D & M" (debido a Vincent DiPietro y Gregory Molenaar).

La pareidolia facial de Cidonia inspiró a individuales y organizaciones interesadas en inteligencia extraterrestre y visitas a la Tierra, y las imágenes fueron publicadas en este contexto en 1977. Algunos comentaristas, más notablemente Richard Hoagland, creen en la "Cara de Marte" como una evidencia de una gran pérdida de la civilización marciana junto con otros fenómenos presentes, como las aparentemente "s", las cuales se discute si son parte de las ruinas de una ciudad.
Mientras se aceptaba la "cara" como objeto para estudio científico, el astrónomo Carl Sagan criticó mucha de la especulación acerca de ella en el capítulo "El hombre de la Luna y la cara de Marte" de su libro El mundo y sus demonios. La "cara" es también un tema de discusión común entre los grupos escépticos, quienes lo usan como un ejemplo de credulidad. Ellos destacan que hay más caras en Marte, algunas mucho más visibles, pero las imágenes de éstas no obtienen el mismo nivel de estudio. Un ejemplo es el cráter Galle, quien toma forma de una sonrisa, mientras que otros dicen que ésta se parece a Kermit the Frog, entre otras celebridades. Sobre esta similitud posterior, la revista Skeptical Eye de Discover ridiculizó las afirmaciones de Hoagland, preguntándole si él creía que los alienígenas eran fanes de Plaza Sésamo.

### En la cultura popular
Como un resultado de las especulaciones sobre sus orígenes artificiales, Cidonia y la "Cara de Marte" aparecen frecuentemente en la cultura popular, incluyendo largometrajes, series de televisión, videojuegos, comic books e incluso música popular. Por ejemplo: películas con la aparición de las estructuras incluyen Misión a Marte (2000); series de TV incluyen The X-Files ("Space", 1993), Invasor Zim ("La batalla de los planetas", 2002), Futurama ("Donde vagan los buggalos", 2002), Phineas y Ferb ("Feria científica injusta", 2009); videojuegos incluyen Zak McKracken (1988), Final Fantasy IV (1991), X-COM: UFO Defense (1993), Programa Espacial Kerbal (2015); comic books incluyen Detective Marciano (#1, 1998); y música incluye Telemetry of a Fallen Angel por The Crüxshadows (1995), Cydonia por Crimson Glory (1999), Knights of Cydonia por Muse (2006) y Hunting Gathering (Cydonia) por Sunn O))) (2009).
En 1958, casi dos décadas antes de las primeras imágenes de la "Cara" de la sonda Viking, el historietista Jack Kirby escribió una historia titulada "La Cara de Marte" para Harvey Comics (Race for the Moon #2, 1958), en la cual una gran cara (orientada verticalmente en lugar de horizontalmente) sirvió como un monumento para una raza humanoide extinta en Marte.